# Ubajay
Ubajay, anciennement appelée Pueblo Palmar ou Colonia Palmar Yatay, est une localité rurale argentine située dans le département de Colón et dans la province d'Entre Ríos.

## Histoire
Anciennement connu sous le nom de Pueblo Palmar et Colonia Palmar Yatay, la localité est un pionnière de l'immigration juive. Elle a été promue par la Jewish Colonization Association, une entité philanthropique créée par le baron Maurice de Hirsch. Quarante familles se sont installées sur une superficie de 100 hectares chacune, cultivant la terre et pratiquant également la sylviculture et l'élevage. Le 5 janvier 1915, la gare d'Ubajay du chemin de fer du nord-est de l'Argentine est inaugurée, une date considérée comme fondatrice. Au début du XXe siècle, le chemin de fer symbolise une artère vitale de la production nationale argentine, entre le nord-ouest et la Mésopotamie, où les flux d'immigration en provenance d'Europe misent sur l'espoir de développement et de progrès.